# Collyrodes lacordairei
Collyrodes lacordairei är en skalbaggsart som beskrevs av Francis Polkinghorne Pascoe 1859. Collyrodes lacordairei ingår i släktet Collyrodes och familjen långhorningar. Inga underarter finns listade i Catalogue of Life.